# Geraer Hausvertrag
Mit dem Geraer Hausvertrag wurde die Erbfolge in der Mark Brandenburg und in den fränkischen Gebieten der Hohenzollern am Ende des 16. Jahrhunderts verbindlich geregelt.
Der Geraer Hausvertrag war ein hohenzollernsches Hausgesetz und kam zustande, weil Kurfürst Johann Georg von Brandenburg in seinem Testament die in der Dispositio Achillea getroffenen Festlegungen missachtet hatte. In diesen Bestimmungen war die Unteilbarkeit der Mark Brandenburg als verbindliches Erbfolgeprinzip vorgeschrieben worden. Johann Georg hatte jedoch testamentarisch festgelegt, dass Teile der Mark (die Neumark und Crossen) von dieser abgetrennt und an seine beiden jüngeren Söhne vergeben werden sollten.
Unmittelbar nach dem Tod Johann Georgs 1598 betrieb dessen ältester Sohn und Nachfolger, Kurfürst Joachim Friedrich jedoch die Aufhebung des Testaments und beriet sich dazu mit dem Markgrafen Georg Friedrich von Brandenburg-Ansbach. Dieser war der letzte Nachkomme der älteren Linie der fränkischen Hohenzollern und regierte die beiden Markgraftümer Brandenburg-Ansbach und Brandenburg-Kulmbach, hatte allerdings keine eigenen Nachkommen. Das Ergebnis der Beratungen war der Geraer Hausvertrag: Er sah vor, dass die beiden Stiefbrüder Joachim Friedrichs nach dem Ableben von Georg Friedrich das Erbe in dessen beiden fränkischen Fürstentümern antreten sollten. Verbunden damit war jedoch ihr Verzicht auf die für sie vorgesehenen märkischen Besitzungen, womit das Testament Johann Georgs hinfällig wurde.
Nachdem der Geraer Hausvertrag schließlich von allen Beteiligten akzeptiert worden war, wurde er am 29. April 1599 in Magdeburg ratifiziert. Der wichtigste Passus des Vertrages war der, dass jeder brandenburgische Kurfürst immer die gesamte und ungeteilte Mark erben sollte, denn diese galt als untrennbarer Bestandteil der Kurwürde. Mit diesem Punkt wurde die schon in der Dispositio Achillea vorgeschriebene Unteilbarkeit der Mark Brandenburg erneuert und bekräftigt. Für die jüngeren Söhne Johann Georgs bestand die mit der Aufhebung des väterlichen Testaments verbundene Entschädigung darin, in die Erbfolge der fränkischen Besitzungen der Hohenzollern eintreten zu können. Nach dem Tod Georg Friedrichs erhielten sie dessen beide Markgraftümer als erbliche Sekundogenituren. Welches Fürstentum dann jeder von ihnen übernehmen durfte, losten sie (wie dies vorher auch schon bei der Dispositio Achillea praktiziert worden war) untereinander aus.